# Sveto Brdo
Sveto Brdo är en bergstopp i Kroatien.   Den ligger i länet Lika, i den södra delen av landet, 170 km söder om huvudstaden Zagreb. Toppen på Sveto Brdo är 1 751 meter över havet.
Terrängen runt Sveto Brdo är varierad. Runt Sveto Brdo är det tätbefolkat, med 476 invånare per kvadratkilometer. Närmaste större samhälle är Pridraga, 18,0 km söder om Sveto Brdo. Trakten runt Sveto Brdo består till största delen av jordbruksmark.